# Rogelio Agrasánchez
Rogelio Agrasánchez Linaje (n. Puebla, Puebla, 14 de agosto de 1934- f. 2021) fue un productor, distribuidor y argumentista de cine mexicano. Sus trabajos más reconocidos son películas de luchadores como Los campeones justicieros, El Santo contra las momias de Guanajuato y Misterio en las Bermudas.
Durante la década de 1970, se dedicó a la distribución de películas nacionales y extranjeras. En 1969, compró la productora cinematográfica Grovas, S.A., a la cual rebautizó como Productora Fílmica Agrasanchez S. A y Producciones Fílmicas Agrasánchez. Inauguró la compañía en 1970 con la cinta Los campeones justicieros, dirigida por Federico Curiel. La productora estuvo activa hasta los años ochenta y produjo aproximadamente 70 películas, entre ellas: México de noche, Soy chicano y mexicano, Contrabando por amor y Mientras México duerme.
Como argumentista (y fue argumentista de la tercera parte o de la mitad de las películas que produjo), su trabajo más reconocido es La pachanga (1991), dirigida por José Estrada, la cual ganó cuatro premios Ariel.[cita requerida]

## Proceso contra Televisa
En 2012, Rogelio Agrasánchez, después de una larga pelea legal, obtuvo el poder como heredero universal de películas que la empresa Televisa compró ilegalmente a personas que no estaban autorizadas para vender los derechos de transmisión.

## Obras destacadas como productor
- Los campeones justicieros (1971)[6]
- Superzam el invencible (1971)
- El Santo contra las momias de Guanajuato (1972)
- Los galleros de Jalisco (1974)
- Los vampiros de Coyoacán (1974)
- La pachanga (1981)
- Vuelven los pistoleros famosos III (1987)

## Familia
Su hijo, Rogelio Agrasánchez Jr. (CDMX, 1954), es novelista (El enigma de los seis lunares), historiador de cine, autor de un archivo fílmico, editor y director y curador del Archivo Fílmico Agrasánchez en Harlingen, Texas. Se tituló en filosofía en 1983 en la Universidad de Texas en Austin, donde en 1985 obtuvo una maestría en estudios latinoamericanos, con la tesis La prensa en la Ciudad de México durante el Segundo Imperio: 1863-1867, supervisado por Nettie Lee Benson. Inició las actividades de posgrado para obtener el doctorado en literatura latinoamericana, pero los interrumpió para dedicarse a investigar la historia del cine mexicano.